# Société asiatique
Die Société asiatique („Asiatische Gesellschaft“) ist eine französische Gelehrtengesellschaft, die sich dem Studium Asiens widmet.
Die Gesellschaft wurde 1822 gegründet mit dem Ziel, die Kenntnisse über Asien zu entwickeln und zu verbreiten. Geographisch erstrecken sich ihre Interessen über ein weites Gebiet, vom Maghreb bis in den Fernen Osten.
Nach einer Polemik über Übersetzungsmethoden in den Jahren 1826 bis 1829, ausgelöst durch zwei Artikel von Friedrich Eduard Schulz, war die Gesellschaft in zwei Fraktionen gespalten: einerseits die Anhänger wissenschaftlich exakter Methoden wie Julius von Klaproth, Jean-Pierre Abel-Rémusat, Eugène Burnouf und Julius von Mohl, andererseits die »Floristen« bzw. »Philologen und Dichter« der romantischen schriftstellerischen Tradition um Antoine-Isaac Silvestre de Sacy, Antoine-Léonard de Chézy, Alexandre Langlois, Garcin de Tassy und Jean Baptiste André Grangeret de Lagrange. Schließlich setzte sich die erstgenannte Fraktion durch.
Die Gesellschaft publiziert das Journal asiatique (ISSN 0021-762X), das seit 1822 ohne Unterbrechung erschienen ist. Zurzeit hat die Gesellschaft etwa 700 Mitglieder in Frankreich und anderen Ländern. Ihre Bibliothek umfasst über 90.000 Bände.
Nach dem Vorbild dieser Gesellschaft wurde 1845 die Deutsche Morgenländische Gesellschaft mit Sitz in Leipzig gegründet.